# Comuna Halka, Romnî
Halka (în ucraineană Галка) este o comună în raionul Romnî, regiunea Sumî, Ucraina, formată din satele Halka (reședința) și Plujnîkove.

## Demografie
Componența lingvistică a comunei Halka
     Ucraineană (97,45%)
     Rusă (1,82%)
     Alte limbi (0,36%)
Conform recensământului din 2001, majoritatea populației comunei Halka era vorbitoare de ucraineană (97,45%), existând în minoritate și vorbitori de rusă (1,82%).